# Мелухха
Мелухха (шум. 𒈨𒈛𒄩𒆠 Me-luḫ-ḫaKI) — отдалённая страна, с которой шумеры вели морскую торговлю. Упоминается во многих шумерских и аккадских текстах. Точное местоположение не установлено и является предметом дискуссий.

## Мелухха, Дильмун и Маган
В шумерских текстах постоянно упоминаются три страны, с котороми велась торговля: Маган, Дильмун и Мелухха. Маган обычно отождествляют с Оманом, согласно другому мнению — с Древним Египтом. Дильмун был центром распределения товаров в районе современного Бахрейна. Местоположение Мелуххи точно не выяснено.
Некоторые учёные полагают, что слово «Мелухха» было шумерским названием региона западной Индии, соотносясь с наследием цивилизации долины Инда. Финский исследователь Аско Парпола выводит название страны из слова «Me-lah-ha» из ранних шумерских записей. Это слово он сравнивает с дравидийским «met-akam» «высокая обитель», «страна». Кроме того, он утверждает, что от этого слова произошло санскритское «млеччха», которое означает «варвар, чужак».
Поздние тексты зафиксировали выводы ассирийского царя Ашшурбанипала (668—627 до н. э.), что Мелухха находится в Африке где-то около Египта. Эти выводы он сделал в ту эпоху, когда цивилизация долины Инда давно уже исчезла.